# 서니 코브
서니 코브(Sunny Cove)는 인텔에서 개발하여 2019년 9월에 출시한 CPU 마이크로아키텍처의 코드명이다.  팜 코브 마이크로아키텍처의 후속이고 인텔의 10 nm 공정 노드를 사용하여 제조된다. 마이크로아키텍처는 모바일용 10세대 인텔 코어 프로세서(코드명 아이스레이크) 및 3세대 제온 스케일러블 서버 프로세서(코드명 아이스레이크-SP)에 구현된다. 10세대 인텔 코어 모바일 프로세서는 2019년 9월에 출시되었으며, 제온 서버 프로세서는 2021년 4월 6일에 출시되었다.
서니 코브가 포함된 데스크톱 제품은 없다. 그러나 사이프러스 코브라는 이름의 변형은 11세대 인텔 코어 데스크톱 프로세서 (코드명 로켓레이크)에 사용된다. 사이프러스 코브는 서니 코브 마이크로아키텍처가 인텔의 14 nm 공정 노드로 백포트된 버전이다.
서니 코브 마이크로아키텍처의 직접적인 후속 제품은 11세대 인텔 코어 모바일 프로세서를 구동하는 윌로우 코브 마이크로아키텍처이다.

## 기능
서니 코브는 이스라엘 하이파에 있는 인텔 이스라엘의 프로세서 설계 팀에 의해 설계되었다.
인텔은 2018년 12월 인텔 아키텍처 데이에 아이스레이크와 그의 마이크로아키텍처인 서니 코브의 세부 사항을 발표하면서 서니 코브가 싱글 스레드 성능, 새로운 명령어, 확장성 향상에 초점을 맞출 것이라고 밝혔다. 인텔은 코어를 "더 깊고 넓게, 더 똑똑하게" 만들면 성능이 향상될 것이라고 밝혔다.
서니 코브는 50% 늘어난 L1 데이터 캐시 크기, 더 큰 L2 캐시 (크기는 제품에 따라 다름), 더 큰 μOP 캐시 및 더 커진 2단계 TLB가 특징이다. 실행 포트를 8개에서 10개로 늘리고 L1 저장소 대역폭을 두 배로 늘려 코어의 너비도 증가했다. 할당 폭 또한 4개에서 5개로 증가했다. 5단게 페이징 스키마는 최대 57비트의 선형 주소 공간과 최대 52비트의 물리적 주소 공간을 지원하여 가상 메모리 공간을 256 테라바이트에서 최대 128 페타바이트로, 주소 지정 가능한 물리적 메모리를 64 테라바이트에서 4 페타바이트로 늘린다.

### 개선점
- 2015년 스카이레이크에 비해 동일한 주파수 및 메모리 구성으로 실행되는 구성에서 IPC가 평균 18% 증가[9][10]
- L! 데이터 캐시가 48 kiB로 증가 (이전에는 32 kiB)
- L2 캐시: 512 kiB[11]
- 더 커진 마이크로 명령어 캐시 (2.25k 입력, 최대 1536에서 증가)
- 더 커진 재정렬 버퍼 (352, 최대 224 입력에서 증가)
- CPU가 터보 주파수를 더 오래 유지할 수 있게 해주는 Dynamic Tuning 2.0[12][13]
- SHA 작업을 위한 하드웨어 가속
- 새로운 AVX-512 명령어 서브셋:
  - VPOPCNTDQ
  - VBMI2
  - BITALG
  - VPCLMULQDQ
  - GFNI
  - VAES
  - VNNI
- 기계 학습/인공지능 추론 가속에 사용되는 인텔 딥 러닝 부스트[14][13]

## 사이프러스 코브
사이프러스 코브는 10 nm용으로 설계된 서니 코브 마이크로아키텍처를 기반으로 14 nm로 백포트된 CPU 마이크로아키텍처이다. 스카이레이크 마이크로아키텍처의 후속이고 인텔의 14 nm 공정 노드를 사용하여 제조된다. 사이프러스 코브는 여러 개선 사항 및 기타 변경 사항을 제외하고 서니 코브와 동일하다. 특히 L1 데이터 캐시 레이턴시의 경우 서니 코브는 5주기이지만, 사이프러스 코브는 3주기로 감소했다. 인텔은 코멧레이크에 비해 사이프러스 코브 기반 로켓레이크 프로세서의 IPC가 19% 증가했다고 주장한다.
사이프러스 코브는 11세대 인텔 코어 데스크톱 프로세서 (코드명 로켓레이크)에서 구현된다. 로켓레이크와 그 기반 마이크로아키텍처는 2020년 11월에 처음 소개되었고, 이후 2021년 3월 30일에 출시되었다.
SGX는 로켓레이크에서 제거되었다.

## 제품
서니 코브는 10세대 인텔 코어 모바일 프로세서 (코드명 아이스레이크)와 3세대 제온 스케일러블 서버 프로세서 (코드명 아이스레이크-SP)에 사용된다. 사이프러스 코브는 11세대 인텔 코어 데스크톱 프로세서 (코드명 로켓레이크)에 구현된다.